# Szabadság a világban (Freedom House)
A Szabadság a világban (angol: Freedom in the World) a Freedom House nevű független amerikai szervezet éves jelentése. A szervezet 1973-tól készít tanulmányt a világ összes országáról, az ott meglévő polgári és politikai szabadságjogokat illetően. 
A pontozásának a skálája 1-től (leginkább szabad) 7-ig (legkevésbé szabad) terjed. A kapott eredmények alapján 
az országokat három csoportba sorolja: "nem szabad", "részlegesen szabad" és "szabad". 
Az éves jelentéseit gyakran felhasználják a politológusok, amikor a kutatásaikat végzik. A rangsorolás és pontozás szorosan összefügg a demokrácia olyan összetevőivel, amelyeket más kutatók is alkalmaznak.

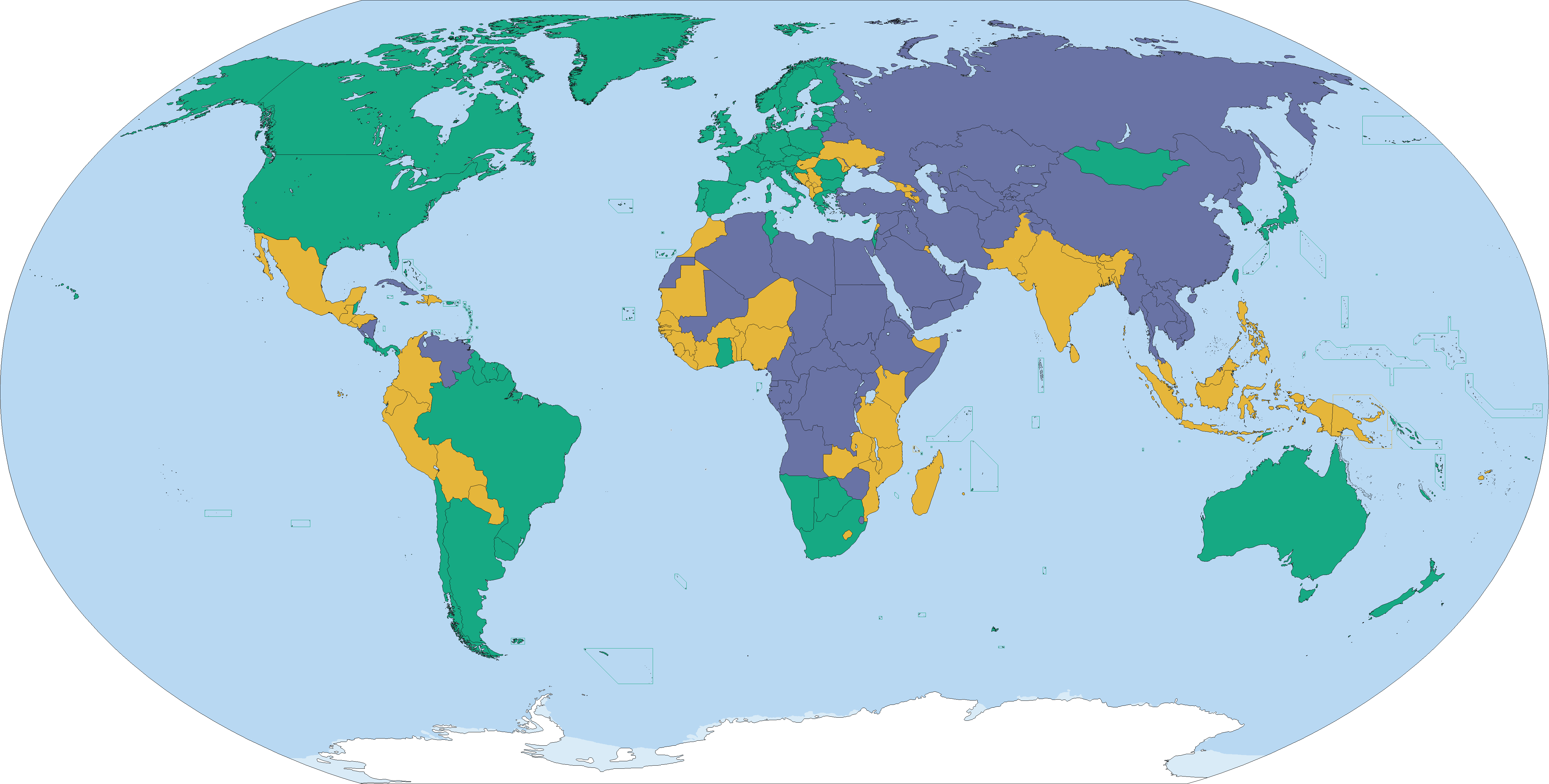
A 2021-es országjelentés eredménye. Az EU-s országok közül egyedül csak Magyarországot sorolta a részlegesen szabad országok közé, a többi a szabad kategóriába került.
Szabad
Részben szabad
Nem szabad

## Magyarország értékelése
- 1973–1983: nem szabad
- 1984–1989: részlegesen szabad
- 1990–2018: szabad [5] [6][7][8][9][10][11][12]
- 2019–2022: részlegesen szabad [13][14][15][16]

A jelentésében írja, hogy miután Orbán Viktor "populista-nacionalista" Fidesz pártja került hatalomra a 2010-es években, Magyarország lett az első az Európai Unió tagállamai közül, amelyet a részben szabad országok közé kellett sorolni. Az évek során a Fidesz olyan alkotmányos és jogi változtatásokat hajtott végre, amelyekkel megszilárdította az ország addig független intézményei, köztük az igazságszolgáltatás feletti ellenőrzést. Olyan törvényeket fogadott el, amelyek akadályozzák a kormánypárttal szemben kritikus vagy a Fidesz által kedvezőtlennek ítélt ellenzéki csoportok, újságírók, egyetemek és civil szervezetek (NGO-k) működését.

### 2015 – 2021
|     | politikai jogok 2015 | civil jogok 2015 | 2015-ös állapot | politikai jogok 2016 | civil jogok 2016 | 2016-os állapot | politikai jogok 2017 | civil jogok 2017 | 2017-es állapot | politikai jogok 2018 | civil jogok 2018 | 2018-as állapot |
| --- | -------------------- | ---------------- | --------------- | -------------------- | ---------------- | --------------- | -------------------- | ---------------- | --------------- | -------------------- | ---------------- | --------------- |
| HUN | 2                    | 2                | szabad          | 2                    | 2                | szabad          | 3                    | 2                | szabad          | 3                    | 2                | szabad          |

|     | politikai jogok 2019 | civil jogok 2019 | 2019-es állapot | politikai jogok 2020 | civil jogok 2020 | 2020-as állapot | politikai jogok 2021 | civil jogok 2021 | 2021-es állapot |
| --- | -------------------- | ---------------- | --------------- | -------------------- | ---------------- | --------------- | -------------------- | ---------------- | --------------- |
| HUN | 3                    | 3                | részben szabad  | 3                    | 3                | részben szabad  | 3                    | 3                | részben szabad  |

## Európa értékelése
A 2021-ben kiadott jelentésében az Európai Unió országait szabadnak értékelte, kivéve Magyarországot, amely a részben szabad országok kategóriába került. Ebbe a csoportba került az európai országok és területek közül még Ukrajna, Moldova, Szerbia, Bosznia-Hercegovina, Koszovó, Montenegró, Észak-Macedónia és Albánia.
Fehéroroszország és Oroszország (már hosszú évek óta) a nem szabad országok csoportjába került.

## A 2008-as országjelentés

### Nem szabad országok

#### Európa
Azerbajdzsán, Fehéroroszország, Kazahsztán, Oroszország + Koszovó, Transznisztria.

#### Ázsia
Bhután, Brunei, Egyesült Arab Emirátusok, Észak-Korea, Irán, Irak, Kambodzsa, Katar, Kína (kivéve: Hongkong, Makaó), Laosz, Maldív-szigetek, Mianmar, Omán, Pakisztán, Szaúd-Arábia, Szíria, Vietnam + Palesztina.

#### Afrika
Algéria, Angola, Csád, Egyenlítői Guinea, Egyiptom, Elefántcsontpart, Eritrea, Guinea, Kamerun, Kongói Demokratikus Köztársaság, Kongói Köztársaság, Líbia, Nyugat-Szahara, Ruanda, Szomália, Szváziföld, Tunézia, Zimbabwe.

#### Amerika
Kuba.

#### Óceánia
Egyetlen óceániai ország sem tartozik ebbe a kategóriába.

### Részlegesen szabad országok

#### Európa
Albánia, Bosznia-Hercegovina, Grúzia, Macedónia, Moldávia, Montenegró, Örményország, Törökország + Abházia, Hegyi Karabah.

#### Ázsia
A másik két kategóriában fel nem sorolt összes ázsiai ország + Hongkong, Makaó ebbe a kategóriába tartozik.

#### Afrika
A másik két kategóriában fel nem sorolt összes afrikai ország + Szomáliföld ebbe a kategóriába tartozik.

#### Amerika
Bolívia, Ecuador, Guatemala, Haiti, Honduras, Kolumbia, Nicaragua, Paraguay, Venezuela.

#### Óceánia
Az összes "szabad" kategóriában fel nem sorolt óceániai ország ide tartozik.

### Szabad országok

#### Európa
A másik két kategóriában fel nem sorolt összes európai ország + Észak-Ciprus ebbe a kategóriába tartozik.

#### Ázsia
Dél-Korea, India, Indonézia, Izrael, Japán, Mongólia + Tajvan.

#### Afrika
Benin, Botswana, Dél-Afrika, Ghána, Lesotho, Mali, Mauritius, Namíbia, São Tomé és Príncipe, Szenegál, Zöld-foki-szigetek,

#### Amerika
A másik két kategóriában fel nem sorolt összes amerikai ország + Puerto Rico ebbe a kategóriába tartozik.

#### Óceánia
Ausztrália, Kiribati, Marshall-szigetek, Mikronézia, Nauru, Palau, Szamoa, Tuvalu, Új-Zéland, Vanuatu.